# 佐々木基樹
佐々木 基樹（ささき もとき、1975年10月27日 - ）は、日本の元プロボクサー。東京都府中市出身。第29代日本スーパーライト級王者。第33代OPBF東洋太平洋スーパーライト級王者。第34代OPBF東洋太平洋ウェルター級王者。帝拳ボクシングジム所属。早稲田大学教育学部国語国文学科卒業。

## 来歴
小学生のころは、少林寺拳法をしていた。
桜美林高校在学中にボクシングを始める。理由は、喧嘩に強くなりたかったからだとブログに記している。2浪後に早稲田大学教育学部に進学し、当初は協栄ボクシングジムに所属。勇利アルバチャコフ、オルズベック・ナザロフを世界王座に導いたアレクサンドル・ジミンをトレーニングパートナーとした。
1997年2月4日、2RKO勝利でプロデビュー。
1998年11月8日、稲垣勇輝に1RKOで勝ち、東日本スーパーライト級新人王を獲得。12月8日、全日本スーパーライト級新人王決定戦で、大塚陽介に敗れた。
2000年10月20日、A級トーナメントウェルター級決勝戦で日高和彦に8R判定で勝ち優勝。
2001年10月2日、永瀬輝男の持つ日本ウェルター級タイトルに挑戦し、判定で敗れた。
2003年2月15日、チャンピオンカーニバル、湯場忠志の持つ日本スーパーライト級王座に挑戦し、圧倒的不利の下馬評を覆し、9RTKO勝ちを収め、王座を獲得した。
2003年5月19日、初防衛戦で江口慎吾に5RKOで敗れ、王座から陥落した。
2005年3月5日、日本スーパーライト級王者木村登勇に挑戦し、判定で敗れた。
2005年11月26日、PABA王者でWBA世界6位のダウディ・バハリ（インドネシア）に判定で勝ち、世界ランカーになった。
2006年3月20日、山岡靖昌にドロー。7月17日、飯田幸司に判定で敗れた。この2連戦の対戦相手はいずれも日本ランキング外のノーランカーだったため、1分1敗の戦績を受け、ノーランカーとなった。
2007年2月19日、OPBF東洋太平洋ウェルター級4位のアスウィン・カブイ（インドネシア）に5RKOで勝ち、日本ランカーに復帰した。
2007年10月16日、帝拳ボクシングジムに移籍。
2008年2月16日、OPBF東洋太平洋ウェルター級王者のレブ・サンティリャン（フィリピン）に6RTKOで勝ち、王座を獲得した。
2008年6月21日、ダルシム・ナンガラ（インドネシア）に判定勝ちを収め、初防衛に成功した。
2008年12月6日、レブ・サンティリャンに7RTKO勝利を収め、2度目の防衛に成功した。
2009年7月4日、8位のデクスター・デラーダ（フィリピン）との対戦では、デラーダが偶然のバッティングで額をカットして7R1分14秒に試合が止められ、3-0の負傷判定勝利で3度目の防衛に成功した。
2009年10月3日、ウクライナのドネツクでWBA世界ウェルター級王者ビチェスラフ・センチェンコ（ウクライナ）に挑戦したが12回0-3（3者共107-119）の判定負けを喫し王座獲得に失敗した。
2010年4月3日、韓国スーパーライト級4位の李善行（韓国）とウェルター級8回戦を行い、6回2分30秒TKO勝ちを収め再起を果たした。
2010年7月20日、ランディ・スイコの持つOPBF東洋太平洋スーパーライト級王座に同級1位として挑戦し、2-1の判定勝利でOPBF王座の2階級制覇に成功した。佐々木はこの試合に対し、東日本ボクシング協会の平成22年7月度月間最優秀選手賞を受けた。
2010年11月6日、7月に獲得したOPBF王座の初防衛戦をOPBF12位ゲイスラーAPと行い、序盤は相手の動きを読めず苦戦したが7Rに左フックのカウンターがヒットすると挑戦者は倒れこみ、そのまま10カウント。7RKOで初防衛に成功した。以後、1度防衛。
2011年6月25日、メキシコにおいて2度目の世界挑戦として、WBC世界ライト級王者ウンベルト・ソトに挑戦したが、11回１分18秒負傷判定負けを喫し王座獲得に失敗した。
2013年5月4日、加藤善孝の持つ日本ライト級王座と空位のOPBF東洋太平洋ライト級王座を懸け対戦し、12回0-3（111-116、110-116×2）の判定負けを喫し日本王座の獲得に失敗、OPBF王座の獲得にも失敗した。試合後、佐々木は引退を表明した。
2013年5月19日、都内で引退パーティを開いた。
2016年2月6日、後楽園ホールで行われた「第546ダイナミックグローブ」で宮崎辰也とスーパーライト級8回戦を行い、6回2分31秒KO勝ちを収め再起を果たした。
2016年8月2日、新宿FACEで行われた「熊本地震チャリティ　京太郎祭り」で岡崎祐也とスーパーライト級8回戦を行い、8回3-0（78-75×2、78-74）の判定勝ちを収めた。
2016年12月24日、後楽園ホールで行われた「ファイティングスピリットシリーズ40」で木村勇樹と62.0kg契約8回戦を行い、初回1分15秒TKO勝ちを収めた。
2017年3月30日、JBCは最新ランキングを発表し、佐々木を日本ライト級6位にランクインした。
2017年5月6日、後楽園ホールで行われた「ダイナミックグローブ」で石川元希とライト級6回戦を行い、6回0-3（57-58、56-58、55-59）の判定負けを喫した。試合後、「強いことが証明できないなら引退するしかない」と現役引退を表明した。
2017年11月19日、海峡メッセ下関で行われた「関門ドラマティックファイトvol.11」でアクセル住吉とライト級10回戦を行い、10回0-2（95-96×2、96-96）の判定負けを喫し再起を果たせなかった。試合後、自身のブログ上で「今度こそ、もう復帰もないです。」と現役引退を表明した。

## 備考
- 2002年1月26日に魔裟斗とスパーリングを行い、ミドル級の相手ながら左フックで魔裟斗の鼻血を出させるなどした[19][20]。
- 所英男のパンチングコーチを務めている。

## 獲得タイトル
- 第55回東日本スーパーライト級新人王
- 第14回KSD杯争奪A級トーナメントウェルター級優勝
- 第29代日本スーパーライト級王座（防衛0）
- 第34代OPBF東洋太平洋ウェルター級王座（防衛3=返上）
- 第33代OPBF東洋太平洋スーパーライト級王座（防衛1=返上）